# Густав Юхан Біллберг
Густав Юхан Біллберг (швед. Gustaf Johan Billberg; 14 червня 1772 — 26 листопада 1844) — юрист за освітою, ботанік, зоолог, натураліст,лицар Ордену Полярної зірки, член-кореспондент Петербурзької академії наук (1820). Член Шведської королівської академії наук.

## Біографія
Густав Юхан Біллберг народився 14 червня 1772 року у місті Карлскруна.
У 1790 році він отримав юридичний ступінь у Лунді, з 1793 року працював аудитором в аудиторській палаті в Стокгольмі. У 1798 році він став членом окружної адміністративної ради («landskamrerare») у Вісбю. У 1808 році він повернувався у Стокгольм, де з  1812 до 1837 року працював членом адміністративного суду («kammarrättsråd»).
У 1817 році Густав Юхан Біллберг був обраний членом Шведської королівської академії наук.
Густаф Юхан Биллберг помер у Стокгольмі 26 листопада 1844 року.

## Ботанічніепоніми
Рід Billbergia був названий на честь Густава Біллберга Карлом Тунбергом.

## Окремі публікації
- Svensk zoologie (1806—1809)[4].
- Ekonomisk botanik (1815—1816)[4].
- Enumeratio insectorum in museo.
- Synopsis Faunae Scandinaviae[9].